# Skorpionspark
 Der er for få eller ingen kildehenvisninger i denne artikel, hvilket er et problem. Du kan hjælpe ved at angive troværdige kilder til de påstande, som fremføres i artiklen.

Et skorpionspark er en alternativ redning første gang udført af den farverige colombianske fodboldmålmand René Higuita i en træningskamp mod England på Wembley i 1995. Higuita kastede sig fremad og reddede bolden med fødderne bøjet op over ryggen.